# Landschaftsschutzgebiet Bachtal und Talhänge zwischen Winterberg und Eimke
Das Landschaftsschutzgebiet Bachtal und Talhänge zwischen Winterberg und Eimke mit etwa 14 ha Flächengröße liegt im Gemeindegebiet von Extertal in Nordrhein-Westfalen. Es wurde 2007 mit dem Landschaftsplan Nr. 5 Extertal durch den Kreistag des Kreises Lippe erstmals als Landschaftsschutzgebiet (LSG) ausgewiesen.

## Beschreibung
Das LSG umfasst ein Bachtalsystem und Hangbereiche mit Wald und Grünland in einem Nebental der Exter (Weser) südwestlich von Bösingfeld. Ein Bauernhof, der nicht zum LSG gehört, liegt wie eine Insel im LSG. Der Bachlauf im LSG hat stellenweise naturnahe Abschnitte mit Quellbereichen und Auwaldresten. Im übrigen Bereich ist der Bach begradigt und wird von Pappeln begleitet. Von Winterhof bis Eimke ist der Bach verrohrt. Die Hangbereiche werden zu einem großen
Teil von Wiesen und Weiden eingenommen. Das Grünland wird teils durch alte Heckenzüge gegliedert. Bei Stratenberg, nördlich, östlich und westlich Winterhöfe, ist artenreiches Magergrünland zu finden. Westlich von Eimke wird der südexponierte Hang von einem Komplex aus Acker, Ackerbrachen, Wiesen, Hecken und Säumen an Terrassenkanten eingenommen. Die Waldflächen mit altem und bodensaurem Buchenwald und Fichtenparzellen konzentrieren sich auf den Bereich bei Winterberg und ziehen sich südlich des Bachtales bis Winterhof. Im östlichen LSG liegen kleinere Feldgehölze. Dort befinden sich am südexponierten Hang zwei ehemalige Mergelgruben mit steilen Felswänden.
Der Landschaftsplan führt zum Wert aus: „Das Gebiet weist insgesamt eine hohe Strukturvielfalt auf und zeichnet sich durch das Vorkommen von Magergrünland, Auenwald, alte Buchenbestände und Heckenzüge aus.“

## Schutzzwecke für das LSG
Laut Landschaftsplan erfolgte die Ausweisung des LSG:
- „zur Erhaltung und Wiederherstellung der Leistungsfähigkeit des Naturhaushaltes in ökologisch besonders wertvoll strukturierten Bereichen mit Wasser-, Klima- und Biotopschutzfunktionen,“
- „zur Erhaltung und Wiederherstellung von Quellbereichen und naturnahen Fließgewässern, Grünland, Kalkhalbtrockenrasen und naturnahen Waldbereichen unter schiedlicher Feuchtestufen, Feldgehölzen, Hecken und Obstwiesen,“
- „zur Erhaltung morphologisch ausgeprägter Bereiche zur Sicherung der landschaftlichen Eigenart und Vielfalt für die Erholung,“
- „zur Erhaltung wertvoller Biotopkomplexe aus Wald-Grünlandbereichen, Fließgewässern und Quellen sowie Biotopen nach § 62 LG mit wichtigen Refugial-, Puffer-, Trittstein- und Vernetzungsfunktionen,“
- „zur Erhaltung und Wiederherstellung wichtiger Rückzugsräume für die bedrohte Tier- und Pflanzenwelt,“
- „zur Sicherung von kulturhistorisch bedeutsamen Landschaften, z. B. Terrassenkulturlandschaften,“
- „zur Sicherung der das Orts- und Landschaftsbild gliedernden und belebenden und die dörflichen Siedlungsstrukturen prägenden Freiraumelemente.“[1]